# Diocesi di Empúries

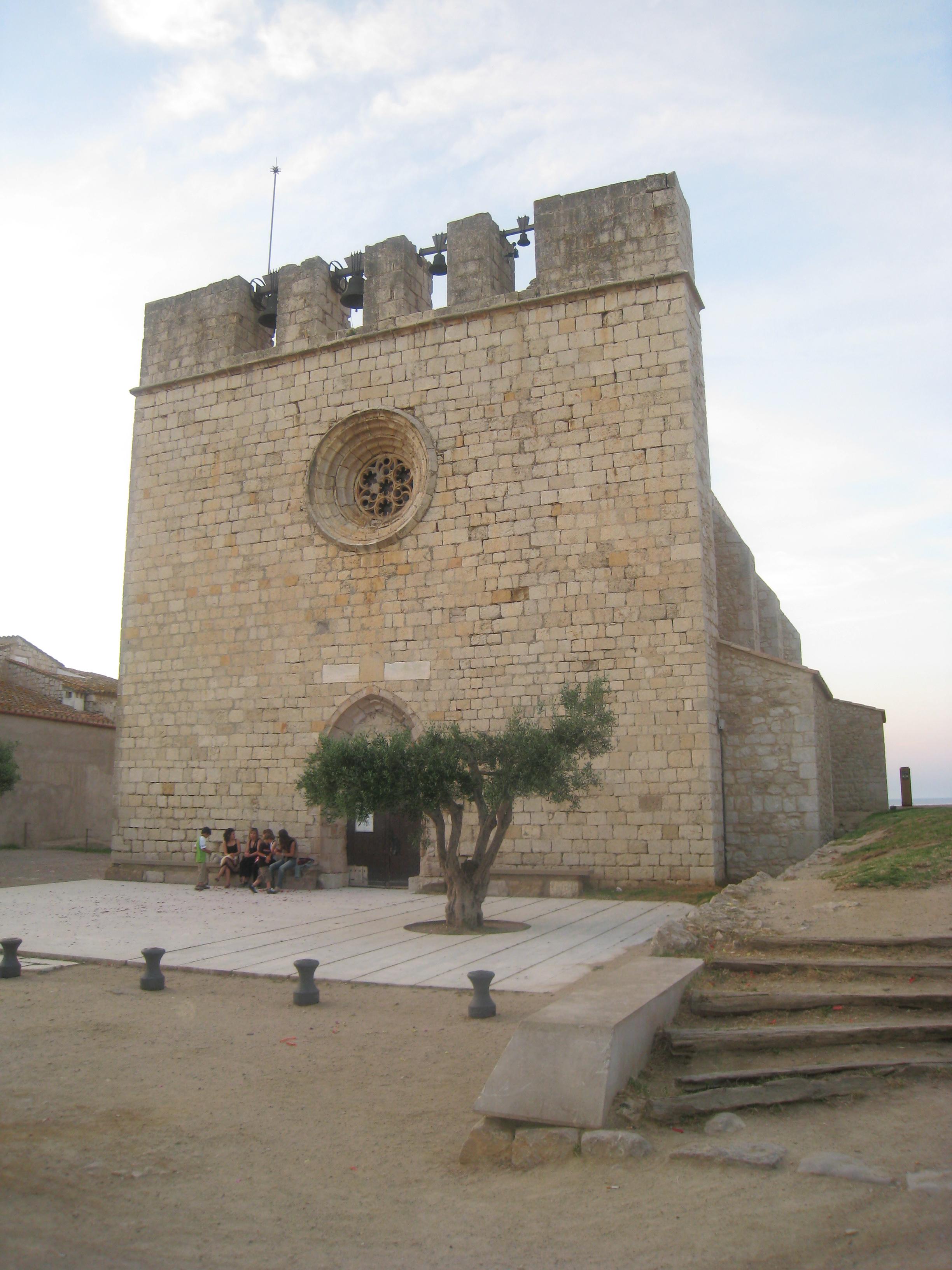
La chiesa di Sant Martí d'Empúries, che si ritiene costruita sui resti dell'antica cattedrale della diocesi.

La diocesi di Empúries (in latino: Dioecesis Emporitana) è una sede soppressa e sede vescovile titolare della Chiesa cattolica.

## Storia
Empúries (in catalano; in spagnolo Ampurias, in greco antico Εμπόριον -Emporion- e in latino Emporiae) è un sito archeologico nel comune di L'Escala nell'estremo nord-est della Catalogna in Spagna. Nella tarda antichità romana e in epoca visigota fu sede di una diocesi, nella provincia della Hispania Tarraconensis, suffraganea dell'arcidiocesi di Tarragona, con giurisdizione sul territorio dell'Ampurdán.
Gli scavi archeologici, condotti sul sito a partire dagli inizi del XX secolo, hanno portato alla luce i resti di una basilica cimiteriale con abside e diverse tombe cristiane di epoca romana e visigota; la datazione dei reperti ipotizza una presenza cristiana certa a partire dal IV secolo e probabilmente già nel secolo precedente. Gli scavi effettuati nei pressi dell'odierna chiesa di Santa Margarida hanno rivelato la presenza di un battistero, dove è stato scoperto un inno epigrafico sepolcrale, mutilo in più parti, databile alla prima metà del V secolo, dedicato ad un vescovo, di cui però è andato perso il nome. Resta incerta la collocazione dell'antica cattedrale visigota, benché l'opinione corrente la collochi sul sito dell'odierna chiesa di Sant Martí d'Empúries.
Malgrado le evidenze archeologiche attestino una presenza cristiana nel IV secolo e probabilmente una serie episcopale già nel V secolo, nelle fonti documentarie il primo vescovo menzionato è Paulo, presente al concilio di Tarragona del 516, dunque agli inizi del VI secolo. Dopo di lui, sono noti altri sei vescovi amporitani, che presero parte ai diversi sinodi e concili dell'epoca visigota; l'ultimo vescovo conosciuto è Gaudila, presente al concilio di Toledo del 693.
La città di Empúries fu distrutta durante l'invasione araba della penisola iberica e con essa scomparve anche la diocesi. Quando la regione fu riconquistata dai cristiani, la sede episcopale non fu più ristabilita e il suo antico territorio entrò a far parte della diocesi di Gerona.
Dal 2018 è annoverata tra le sedi vescovili titolari della Chiesa cattolica; dal 6 ottobre 2020 il vescovo titolare è Javier Vilanova Pellisa, vescovo ausiliare di Barcellona.

## Cronotassi

### Vescovi
- Paulo † (prima del 516 - dopo il 517)
- Caroncio o Casoncio † (prima del 527 - dopo il 546)
- Fructuoso † (menzionato nel 589)
- Galano † (prima del 592 - dopo il 599)
- Sesuldo † (prima del 633 - dopo il 638)
- Donadeo † (prima del 646 - dopo il 653)
- Gaudila † (prima del 683 - dopo il 693)

### Vescovi titolari
- Javier Vilanova Pellisa, dal 6 ottobre 2020